# Marwan El-Amrawy
Marwan Ahmed Aly Morsy El-Amrawy (in arabo مروان أحمد علي مرسي العمراوي‎?; Alessandria d'Egitto, 14 aprile 1995) è un nuotatore egiziano, specializzato nello stile libero e nel nuoto di fondo.

## Biografia
Ai campionati africani di Nairobi 2012 ha vino l'oro nella staffetta 4x100 m mista, l'argento nei 1500 m stile libero e il bronzo negli 800 m stile libero.
Ai Giochi panafricani di Brazzaville 2015 ha guadagnato la medaglia d'argento nella staffetta 4×200 metri stile libero.
Ai campionati arabi di Dubai 2016 ha ottenuto la medaglia d'oro nella staffetta 4×200 m stile libero, la medaglia d'argento nei 1.500 metri stile libero e la medaglia di bronzo negli 800 metri stile libero. 
Ai campionati africani di Bloemfontein 2016 è stato medaglia d'oro negli 800 metri stile libero e medaglia d'argento nei 200, 400, 1.500, nelle staffette 4×100 m e 4×200 m stile libero, nonché nella 5 chilometri in acque libere. 
Ha rappresentato l'Egitto ai Giochi olimpici estivi di Rio de Janeiro 2016, concludendo al 23º posto nella 10 km.
Ai campionati africani di Algeri 2018 ha vinto la medaglia d'oro nella staffetta 4×200 m stile libero e nella 5 km in acque libere, nonché la medaglia d'argento nei 400, 800 e 1.500 metri stile libero.
Ai Giochi panafricani di Casablanca 2019 ha ottenuto la medaglia d'oro nella staffetta 4×200 m stile libero e il bronzo nei 1500 m stile libero.
Ai campionati africani di Tunisi 2022 ha vinto la medaglia d'oro negli 800 m stile libero, nella staffetta 4×200 metri stile libero, oltre che nella 5 km di nuoto in acque libere, oltre alla medaglia d'argento nei 400 metri stile libero e nei 1500 metri stile libero.

## Palmarès
- Giochi panafricani

Rabat 2019: oro nella 4x200m sl e bronzo nei 400m sl.
- Campionati africani

Tunisi 2022: oro negli 800m sl, argento nei 400m sl e nei 1500m sl.
Luanda 2024: oro nella 4x200m sl, argento negli 800m sl e nei 1500m sl, bronzo nei 400m sl.